# Пастор
Вижте пояснителната страница за други значения на Пастор.
Пасторът (на латински: pastor, пастир) е духовно лице, което заема пост с различни функции (като проповедник и душеспасител) в протестантските църкви. Подобна служба в католическата и православна църква е тази на свещеника, поради което в някои части на Германия свещеникът е наричан пастор.
В Новия Завет думите „пастор“, „епископ“ и „презвитер“ се припокриват до голяма степен и се използват като равнозначни понятия (виж Тит 1:5-9 Архив на оригинала от 2007-09-28 в Wayback Machine.; 1. Петр. 5:1-5 Архив на оригинала от 2007-09-28 в Wayback Machine.). „Презвитер“ (гр. πρεσβυτερους) се използва в смисъл на старейшина или ръководител на църквата (виж Лука 7:3; Деян. 4:5; 14:23; 15:2; 20:17; Яков 5:14).
„Па̀стор“ или „па̀стир“ е общ израз, който влиза в протестантската терминология, за да замести значението на всички използвани в Християнската църква изрази, свързани с духовната йерархия на свещенослужителя.